# Гальванотехника
Гальваноте́хника — раздел прикладной электрохимии, описывающий физические и электрохимические процессы, происходящие при осаждении катионов металла на каком-либо виде катода.
Также под гальванотехникой понимается набор технологических приёмов, режимных параметров и оборудования, применяемого при электрохимическом осаждении каких-либо металлов на заданной подложке.
Гальванотехника подразделяется на гальваностегию и гальванопластику. Гальванопластика — процесс осаждения металла на форме, позволяющий создавать идеальные копии исходного предмета.

## История
Гальванопластику в 1838 году открыл российский физик Борис Якоби, брат математика Карла Якоби. Первым изделием, полученным с помощью гальванотехники, стала монета. Якоби сначала использовал монету для получения матрицы-негатива, а с неё создал копию, находящейся в обороте, монеты. Осознав, что он открыл новый метод фальшивомонетничества, учёный уничтожил полученное изделие. Технология быстро распространилась в Российской империи. В частности, таким способом были созданы скульптуры на нефах Исаакиевского собора в Санкт-Петербурге (см. рисунок).
Борис Семёнович получил за своё открытие Демидовскую премию и большую золотую медаль Парижской выставки.

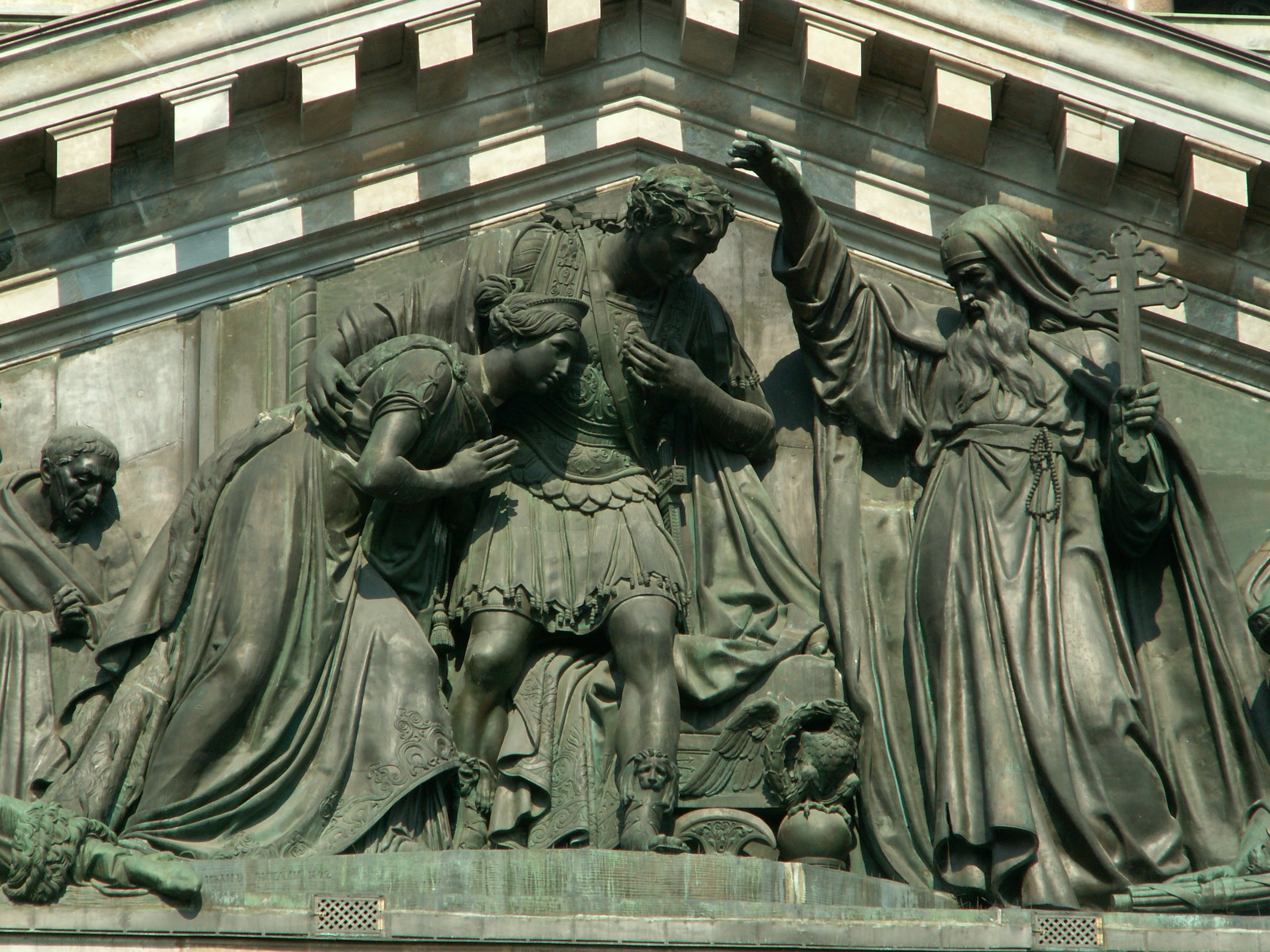
Гальванопластические скульптуры на Исаакиевском соборе

## Теория
Теория гальванотехники базируется на существующих представлениях о составе и свойствах электролитов, в частности, о диссоциации соединений на заряженные катионы и анионы, о способности катионов двигаться под действием внешнего электрического поля и восстанавливаться до металла, принимая электроны.
В то же время практика гальванотехники требует формирования в результате протекающих физико-химических процессов сплошного равномерного металлического слоя на поверхности подложки, а этот результат  определяется прежде всего накопленным опытом использования различных электролитов, проводящих грунтов, пред- и постобработок изделий и электролитов, подбора оптимальных составов и концентраций, значений плотностей тока и выравнивания этих плотностей по всей поверхности изделия.
Теоретический материальный баланс гальванического процесса может быть определён по закону Фарадея. Однако, фактический выход по току осаждаемого металла всегда оказывается меньше теоретически предсказанного. Отчасти это связано с тем, что в электролите всегда присутствуют посторонние катионы, которые имеют иные отношения заряда к массе (например, примесь ионов серебра в растворе медного купороса) или не оседают на катоде, а выводятся из электролита при восстановлении (например, H+). Оказывает своё влияние конечность скоростей движения ионов в электролите (потери на нагрев электролита), диффузионные явления, перемешивание электролита за счёт вибрационных, конвективных и иных механических воздействий.

## Классификация

### Гальванопластика

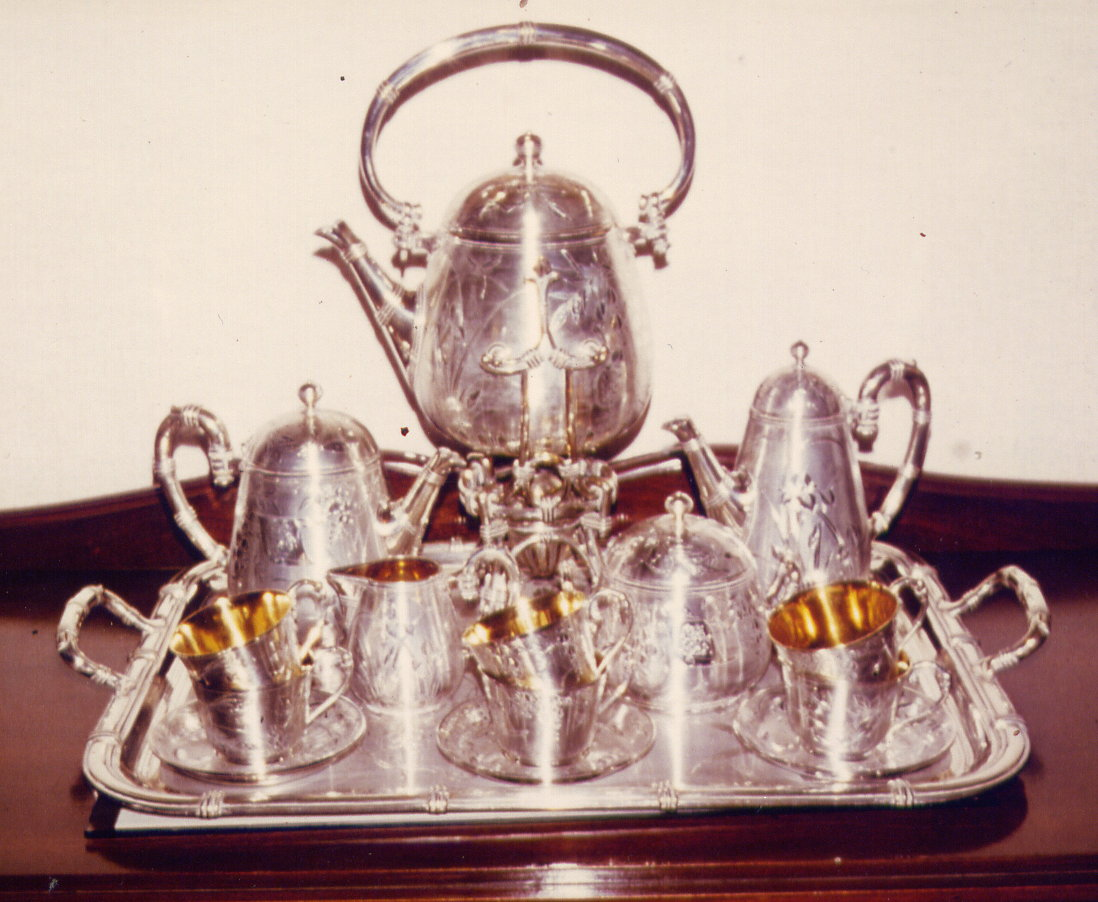
Чайно-кофейный сервиз мануфактуры Кристофля, 1875, одно из первых применений гальванопластического серебрения и золочения

Гальванопластика — один из разделов гальванотехники. Формообразование из цветного металла при помощи осаждения его из раствора (расплава) под действием электрического тока на матрице. Применяется для получения металлических копий предметов методами электролиза. Этот термин может использоваться и в качестве названия металлических предметов, полученных методом гальванопластики. Толщина металлических осадков, наносимых при гальванопластике, составляет 0.25-2 мм.
Наибольшее распространение гальванопластика получила при изготовлении точных художественных копий небольших скульптур и ювелирных изделий; в технике - при производстве грампластинок, печатных валов, металлических изделий с микронными параметрами.
Несмотря на появление новых технологий, например: трехмерного сканирования и трехмерной печати, литья в эластичные формы и по выплавляемым моделям и т.п. гальванопластика продолжает оставаться наиболее востребованным методом получения точных металлических копий небольших художественных предметов и некоторых других типов изделий.

### Гальваностегия
Гальваностегия — электролитическое осаждение тонкого слоя металла на поверхности какого-либо металлического предмета, детали.
В зависимости от требований, предъявляемых к эксплуатационным характеристикам деталей, различают покрытия:
- защитные (для защиты покрываемого металла от коррозии);
- защитно-декоративные (для защиты покрываемого металла от коррозии и придания его поверхности декоративного вида);
- декоративные (для придания поверхности покрываемого металла декоративного вида);
- специальные (для придания поверхности покрываемого металла определённых свойств, например: диэлектрических, электропроводных, износостойких, противозадирных, под пайку, для повышения адгезии при гуммировании стальных изделий и т. д.);

Одни и те же покрытия в зависимости от области их применения могут относиться к защитным, защитно-декоративным или специальным.
Получаемые покрытия — осадки — должны быть плотными, а по структуре — мелкозернистыми. Чтобы достигнуть мелкозернистого строения осадков, необходимо выбрать соответствующие состав электролита, температурный режим и плотность тока. Выбор способа покрытия зависит от назначения и условий работы изделия.

## Применение
Гальванопластическим способом выполняют множество работ: превращают обычные кружева в металлические и ими украшают рамы для картин или шкатулки, изготавливают броши, серьги, браслеты. Кроме этого, гальванопластикой получают в металле различные рельефы, снимают копии с памятных медалей и создают объемную скульптуру.